# Call and response
Call and response är en stilgrepp inom musik där en ledande, ensam stämma (person eller instrument) genomför en melodisk eller rytmisk figur (call - utrop), varpå ett svar (response) ges av övriga stämmor. Svaret kan vara en ren upprepning av utropet, se nedan. De övriga stämmorna kan vara hela orkestern, kören eller publiken beroende på sammanhang.
Därefter genomför ledaren en ny figur och resten av ensemblen besvarar (eller upprepar) denna. Så fortsätter det med nya call och tillhörande response.

## Typ av svar
- När Call and response används som musikalisk term menar man nog ofta att svaret inte är likadant som utropet - utan en (ofta rent instrumentell) musikalisk kommentar spelad av resten av orkestern. Svaret bör ha likheter i rytm, toner eller liknande för att det skall upplevas som en sammanhängande låt. Det kan också vara så att utropet sjungs av en sångare, medan svaret är rent instrumentellt och kanske efterliknar sångens melodi eller stämning.

- Man kan också mena att svaret är exakt likadant som utropet, enda skillnaden är att en större mängd personer eller instrument framför det medan utropet görs av en ensam person. Detta förekommer kanske mer i sång-sammanhang.

- Man kan också tänka sig att svaret konstrueras ur utropet och en bestämd regel (till exempel "upprepa sista ordet") - det blir då inte likadant som frågan, men heller inte ett så fritt svar som i första punkten.[källa behövs]

## Form
Det enklaste är om alla utropen lika långa, exempelvis två takter, så att de som skall svara vet när det är dags. På detta sätt behöver ingen mer än ledaren känna till låten i förväg - man lär sig efter hand. Ofta känner dock inte ens ledaren till låten i förväg utan utropen improviseras fram i stunden.
Det går även att ha mer invecklade strukturer med utrop och svar av olika och varierande längd, ett exempel finns på motsvarande sida hos engelska Wikipedia.
Även om en hel låt inte följer Call and response-stilen kan man tala om att det finns delar i den som har Call and response-mönster.
Att hela låtar bygger på Call and response är nog vanligast i Jazz och sånger.